# Dražba

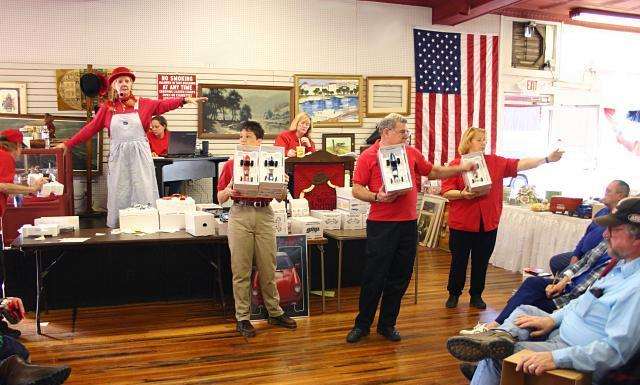
Dražba v Cheviotu v Ohiu

Dražba (aukce, dříve též licitace) je způsob nákupu a prodeje aktiv, majetku, zboží nebo služeb tím, že jsou dražebníkem nabídnuty k prodeji, převezmou se cenové nabídky a poté je předmět odprodán proti nejvyšší nabídce. Při aukci cena není předem stanovena, ale určí se až během aukce v soutěži několika nakupujících či prodávajících. Zájemci (dražitelé) podávají své nabídky a nakonec je právo i povinnost uzavřít kupní smlouvu licitátorem (tj. předsedajícím dražbě) přiklepnuto tomu, kdo nabídl nejlepší cenu, a tento vydražitel tak získá právo a povinnost za tuto cenu uzavřít na předmět aukce kupní smlouvu.

## Definice
V angličtině ani v češtině pojmy dražba a aukce nejsou úplná synonyma. Například se rozlišuje veřejná dražba, dražba firmy (trade sale) a soudní dražba (judicial sale). 
Z hlediska českého práva je dražba (dobrovolná i nedobrovolná) vymezena zákonem č. 26/2000 Sb., o veřejných dražbách. Dražbu mohou provádět jen dražebníci zapsaní v obchodním rejstříku a mající koncesi Ministerstva pro místní rozvoj. V případě dražby dochází k přechodu vlastnictví příklepem licitátora, po vydražení je sepsán dražební protokol. Částku bývá nutné uhradit v rozmezí několika dnů, což znemožňuje financování koupě například prostřednictvím hypotéky. Při prodeji nemovitosti v dražbě se neplatí daň z jejího převodu, ale daň z ceny dosažené v dražbě. Ta přitom bývá oproti odhadní ceně nemovitosti podstatně nižší. Nedobrovolné dražby se realizují také v rámci exekuce, ať již jde o dražby pohledávek, movitých nebo nemovitých věcí, případně závodu.
Oproti tomu aukce, jako každý prodej, musí pouze splňovat obecná ustanovení občanského zákoníku. Organizování aukcí je v ČR volná živnost. Po aukci vzniká až následně písemná nebo jiná forma kupní smlouvy. Vlastnictví přechází až podle podmínek této smlouvy, typicky u nemovitostí dokonce až následným vkladem do katastru. 
Existuje více variant aukce a dražby. Podle druhu aukce mohou být například nabízející přímo na místě osobně a nebo se aukce mohou zúčastnit vzdáleně prostřednictvím telefonu, internetu či jiných médií, viz články internetová aukce nebo elektronická dražba. Prodávající obvykle platí organizátorovi aukce (dražebníkovi čili aukcionáři nebo aukční společnosti) provizi, která se počítá procentem z konečné prodejní ceny.
Jako licitace či dražba se také označuje úvodní fáze některých karetních her, například licitovaného mariáše. Během licitace hráči nabízejí, jaký typ sehrávky jsou ochotni hrát, a partie pak pokračuje podle hráče, který nabídl nejdražší přijatelnou hru.

## Historie aukcí

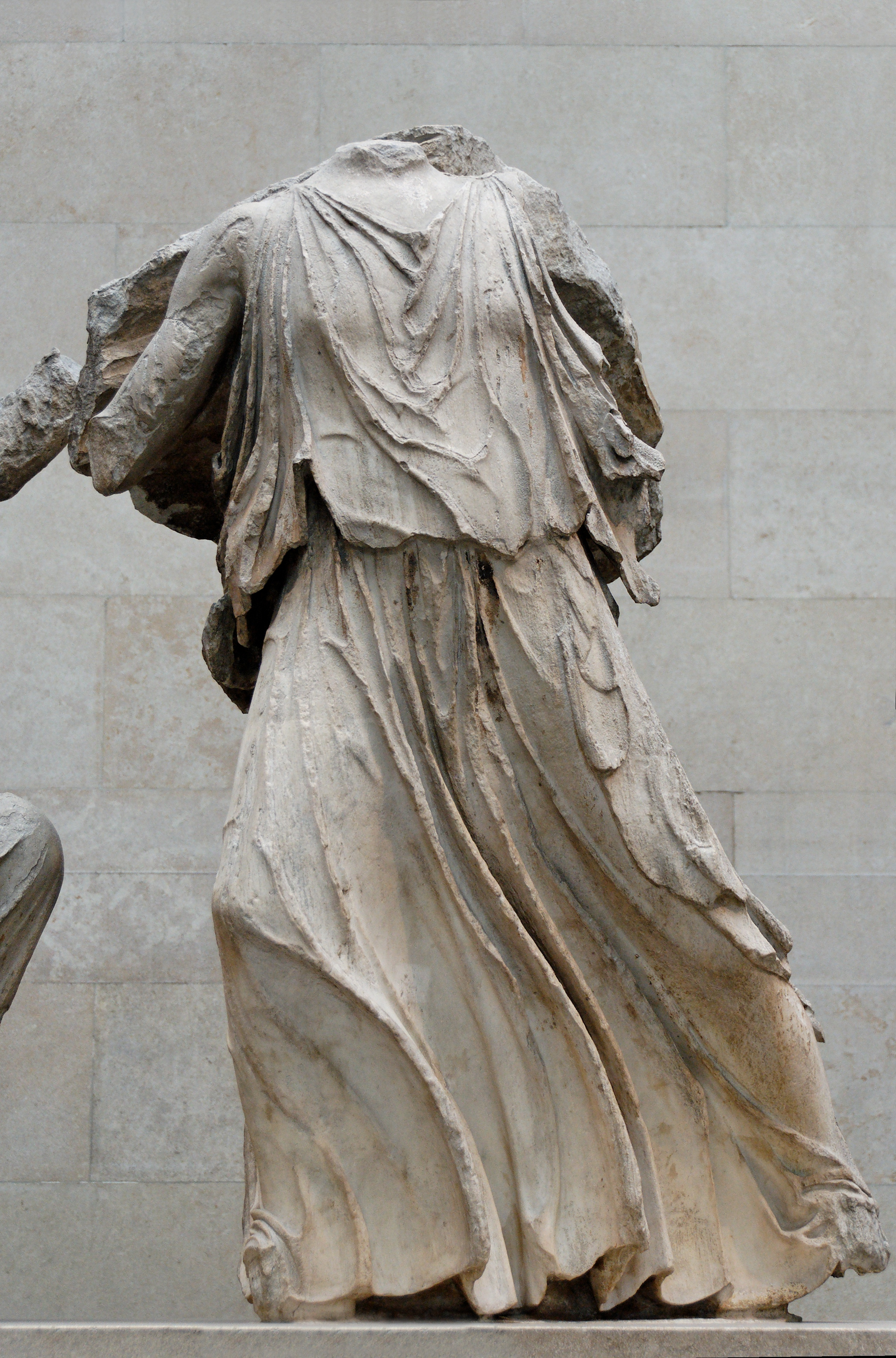
Artemis, starořecká mramorová socha. V roce 2007 byla starořímská bronzová socha „Artemis a jelen“ prodána v aukční síni Sotheby's v New Yorku za 28,6 milionů dolarů, což dalece předčilo odhady a došlo ke stanovení nového rekordu. „Artemis a jelen“ se stala nejdražší sochou a zároveň starožitností, která byla kdy prodána na aukci

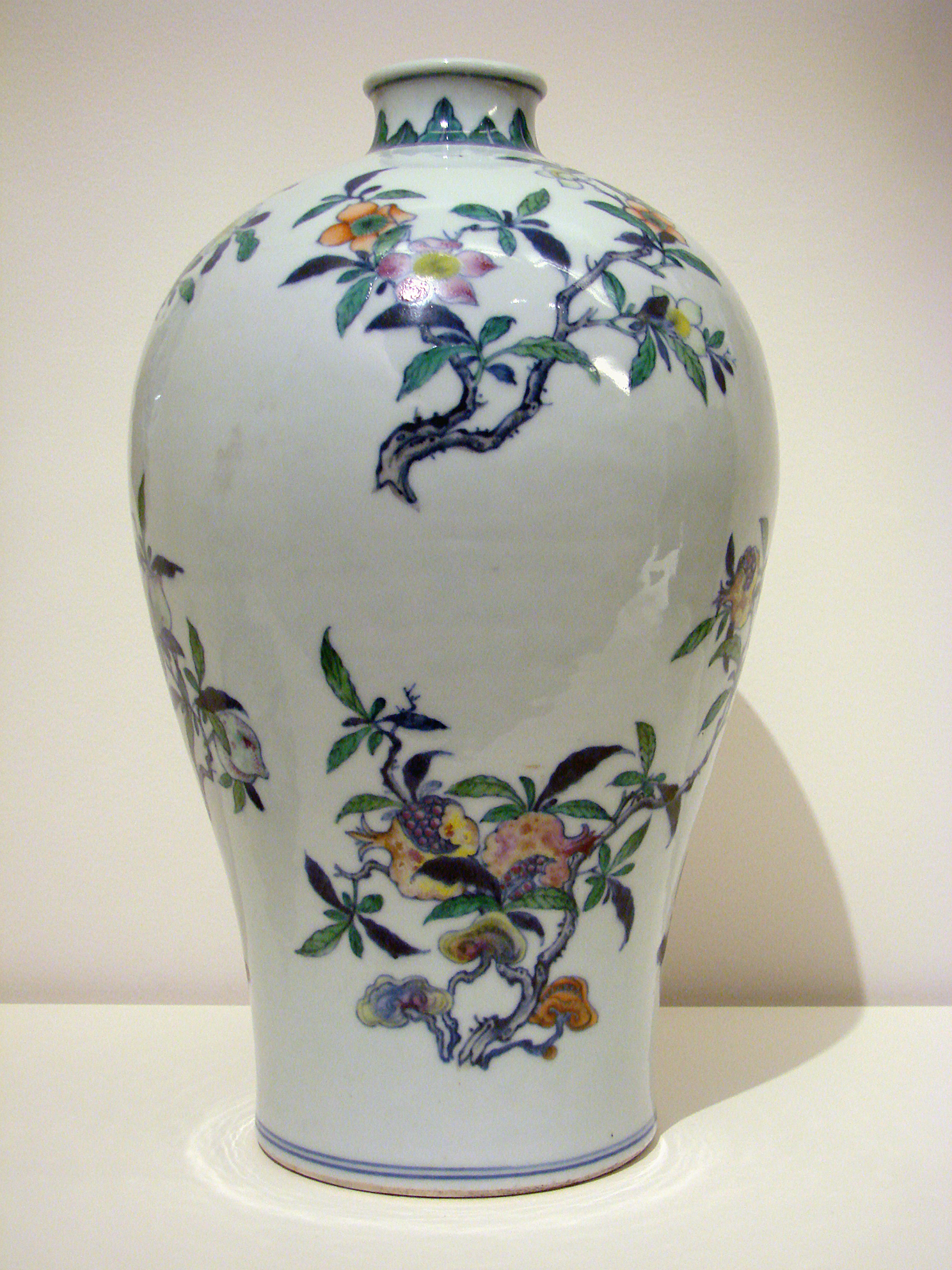
Čínská porcelánová váza meiping z 18. století. Porcelán byl dlouhou dobu hlavním artiklem při prodeji umění. V roce 2005 byl v aukční síni Christie's prodán kus čínského porcelánu za 15,68 milionů liber, potažmo za 30,6 milionu dolarů. Tím byl stanoven světový aukční rekord pro keramické dílo

Slovo „aukce“ je odvozeno z latinského augēre, což znamená „zvýšit“ nebo „zvětšit“.
Po většinu historie byly aukce relativně neobvyklým způsobem jak sjednat výměnu zboží a komodit. V praxi bylo výrazně častější smlouvání a prodej za stanovenou cenu. Do 17. století se konalo jen málo aukcí, aukce byly vnímány jako něco neobvyklého a jejich konání bylo velmi sporadické.
Nicméně aukce mají dlouhou historii, která sahá až do roku 500 př. n. l. Podle Hérodota se v Babyloně každoročně pořádaly aukce žen za účelem jejich provdání. Aukce začaly se ženami, které aukcionář považoval za nejkrásnější, a pokračoval postupně k těm nejméně krásným. Za nelegální bylo v té době považováno povolit provdání dcery jinak než na základě aukce.
V době fungování Římské říše římští vojáci po každém vojenském vítězství zabavovali na dobytých územích válečnou kořist, která byla následně vydražena. Z dražby otroků, kteří byli často zajatí jako „válečná kořist“, šly výtěžky na další válečné snažení Římské říše.
Římané rovněž používali aukce pro uhrazení dluhů dlužníků, jejichž majetek byl konfiskován a následně dražen. Např. Marcus Aurelius prodal vlastní nábytek, aby vyrovnal dluhy, prodeje při tom trvaly měsíce. Jedna z nejvýznamnějších aukcí historie se konala v roce 193 n. l., kdy byla dána pretoriánskou stráží do aukce celá Římská říše. 23. března nejdříve pretoriánská stráž zabila císaře Pertinaxe, poté nabídla říši dražiteli s nejvyšší nabídkou. Didius Julianus přebil všechny ostatní cenou 6250 drachem pro každého vojáka. Byl to čin, který zahájil krátkou občanskou válku. Didius byl poté o dva měsíce později připraven o hlavu, když Septimius Severus ovládl Řím.
Od konce Římské říše až do 18. století nebyly v Evropě aukce příliš v oblibě, v Asii se nikdy nerozšířily.
V některých částech Anglie v průběhu 17. a 18. století byla používána pro prodej zboží a pachtů tzv. aukce při svíci. Tato aukce začala zapálením svíčky, následně byly dávány rostoucí nabídky, dokud svíce nezhasla. Nejvyšší nabídka v okamžiku, kdy svíce zhasla, vyhrála aukci.
Nejstarší aukční síní na světě je Stockholm Auction House (Stockholms Auktionsverk). Byla založena ve Švédsku v roce 1674.
Během konce 18. století, brzy po Francouzské revoluci, se aukce začaly konat v hostincích a kavárnách a prodávalo se při nich obvykle umění. Tyto aukce se konaly denně a byly tištěny katalogy, které měly lidi přilákat na dražená díla. Tyto aukční katalogy byly často tištěny a distribuovány před aukcemi vzácných nebo sběratelských kousků. V některých případech byly tyto katalogy vypracovány samotnými umělci a obsahovaly významné detaily o uměleckých dílech, které byly draženy.
V aukční síni Sotheby's, v současnosti druhé největší aukční síni na světě, se první aukce konala roku 1744. Aukční síň Christie's, v současnosti největší aukční síň na světě, byla založena okolo roku 1766. V současnosti funguje celá řada dalších aukčních síní založených v 18. a 19. století. Jedná se např. o aukční síně Dorotheum (1707), Bonhams (1793), Phillips de Pury & Company (1796), Freeman's (1805) a Lyon & Turnbull (1826).
V průběhu Americké občanské války byly armádami zabavovány statky a prodávány v dražbě velitelem divize (ang. colonel). Z tohoto důvodu dodnes nesou někteří aukcionáři ve Spojených státech neoficiální označení „colonel“.
Vývoj internetu vedl k významnému nárůstu využívání aukcí, kdy aukcionáři sbírají nabídky od velkého množství kupujících přes internet. Draží se mnohem větší množství komodit než bylo dříve možné.

## Typy aukcí
- Top-Up Aukce je variací na all-pay aukci (zaplacení všech nabídek), primárně využívanou pro charitativní události. Dražitelé musí zaplatit rozdíl mezi jejich nabídkou a nejbližší nižší nabídkou, ať vyhrají či nikoli. Pouze vítězný dražitel nemusí platit „top-up“ poplatek, ale musí zaplatit za vytěženou položku.
- Walrasian auction nebo také Walrasian tâtonnement je aukce, ve které vyvolávač přijímá nabídky jak od kupujících tak prodávajících na trhu více druhů zboží.[15] Vyvolávač postupně zvyšuje nebo snižuje aktuálně navrhovanou cenu podle nabídek kupujících a prodávajících. Aukce končí ve chvíli, kdy jsou nabídka a poptávka v dokonalé rovnováze.[16] Vysoká cena snižuje poptávku, zatímco nízká cena zvyšuje poptávku, teoreticky existuje speciální cenový bod, někde uprostřed, kde je nabídka rovna poptávce.[15]
- Aukce s daným časem vypršení je prvek (internetová) aukce, ve které (jak název napovídá) je stanovený časový limit, do kterého mohou zájemci přihazovat. V okamžiku jeho vypršení je předmět vydražen licitátorovi, který umístil poslední platný příhoz (pokud dražba nějaké příhozy měla; pokud ne, předmět nebyl úspěšně vydražen).
- Aukce se zpoplatněnými příhozy není aukce ale zábavné hra, která má několik zásadních odlišností: je implementována podobně jako internetová aukce s časem vypršení, ovšem s tou výjimkou, že tento časový limit v okamžiku každé nabídky vzroste určený počet několika málo sekund do konce aukce/hry (poté odpočítávání pokračuje). Hlavní odlišnost je ale v tom, že licitátoři/hráči nenabízejí cenu, ale platí za každý svůj příhoz (pevnou částku nezávislou na předmětu či jeho aktuální ceně a to již v okamžiku příhozu, nezávisle na tom, jestli zboží nakonec vyhrají nebo ne). Dražební cena s příhozy roste také, ale o mnohem méně (třeba jen o několik haléřů). Aukci/hru vyhrává licitátor s posledním příhozem, pokud čas do skončení klesne na nulu (což může trvat velmi dlouho, nezřídka i několik dnů); ten pak dodatečně zaplatí dražební cenu, na které aukce skončila. Tento typ aukcí/zábavných her je poměrně nový a vzbouzí kontroverze a kritiku (často dochází k závislosti podobné té na hře na automatech; licitující hráči ztrácejí přehled o tom, kolikrát přihodili; nakonec právě na příhozech za zboží hluboce prodělají; naopak, správce/majitel aukce se zpoplatněnými příhozy podle různých odhadů vydělá na každém zboží v průměru kolem desetinásobku jeho kupní ceny; v neposlední řadě nelze vyloučit, že mezi přihazujícími jsou i roboty/skripty, které se svými lidskými protějšky soupeří, natahují dražbu a v průběhu toho z nich nepřímo získávají peníze z jimi zakoupených příhozů).[17]
- Holandská aukce je typ aukce známý také jako klesající aukce, je formát, při němž cena položky začíná na vyšší hodnotě a postupně se snižuje, dokud některý z účastníků neakceptuje aktuální částku. Takováto aukce byla původně běžná v Nizozemsku, zejména na květinových trzích, kde bylo nutné rychle prodat velké objemy zboží.[18][chybí lepší zdroj]
- Reverzní aukce. Aukce, v níž se soutěží o nejnižší nabídku. Tato metoda se obvykle využívá při veřejných zakázkách nebo službách.[18][chybí lepší zdroj]

## Časové požadavky
Každý typ aukce má svoje specifické kvality jako je cenová přesnost a čas potřebný pro přípravu a vedení aukce. Počet dražitelů dražících zároveň je kriticky důležitý. Otevřené dražení během rozšířeného časového období s mnoha dražiteli nakonec vyústí do konečné nabídky, která bude velmi blízká tržní hodnotě. Při aukcích, kde je málo dražitelů a každý z nich má povolenou pouze jednu nabídku, se ušetří čas, ale vítězná nabídka nemusí reflektovat skutečnou tržní cenu s jakýmkoli stupněm přesnosti. Speciálním ukazatelem s vysokou důležitostí během probíhající dražby je čas uplynulý od okamžiku, kdy byla dána první nabídka, do okamžiku, kdy byla konečná (vítězná) nabídka odklepnuta.

## Charakteristika aukcí
Aukce se mohou lišit počtem účastníků:
- V nabídkové (nebo obrácené) aukci nabízí m prodávajících zboží, které poptávají kupující.
- V poptávkové aukci dává n kupujících nabídky pro prodávané zboží.
- V dvojité aukci dává n kupujících nabídky za zboží od m prodávajících.

Ceny jsou přihazovány (nebo nabízeny) kupujícími a poptávány prodávajícími. Aukce se mohou lišit i procedurou přihazování (nebo poptávání):
- V otevřené aukci mohou účastníci opakovaně dávat nabídky a zároveň znají všechny předešlé nabídky.
- V uzavřené aukci kupující a/nebo prodávající předkládají zapečetěné (uzavřené) nabídky.

Aukce se mohou lišit cenou, za kterou jsou dražené položky prodávány, jestli za první (nejlepší) cenu, druhou cenu, první jedinečnou cenu nebo za jinou cenu. Aukce mohou mít nastavenou rezervovanou cenu, která je nejnižší nebo maximální akceptovatelnou cenou, za kterou může být zboží prodáno nebo koupeno.
Aukce obecně znamená otevřenou, poptávkovou aukci, s nebo bez rezervované ceny, kdy je dražená položka prodána dražiteli s nejvyšší nabídkou.
|  |  |  |

## Běžné využití aukcí
Aukce lze vidět v mnoha veřejných a soukromých kontextech a téměř všechno může být prodáno na aukci. Některé typické aukční oblasti zahrnují například následující:

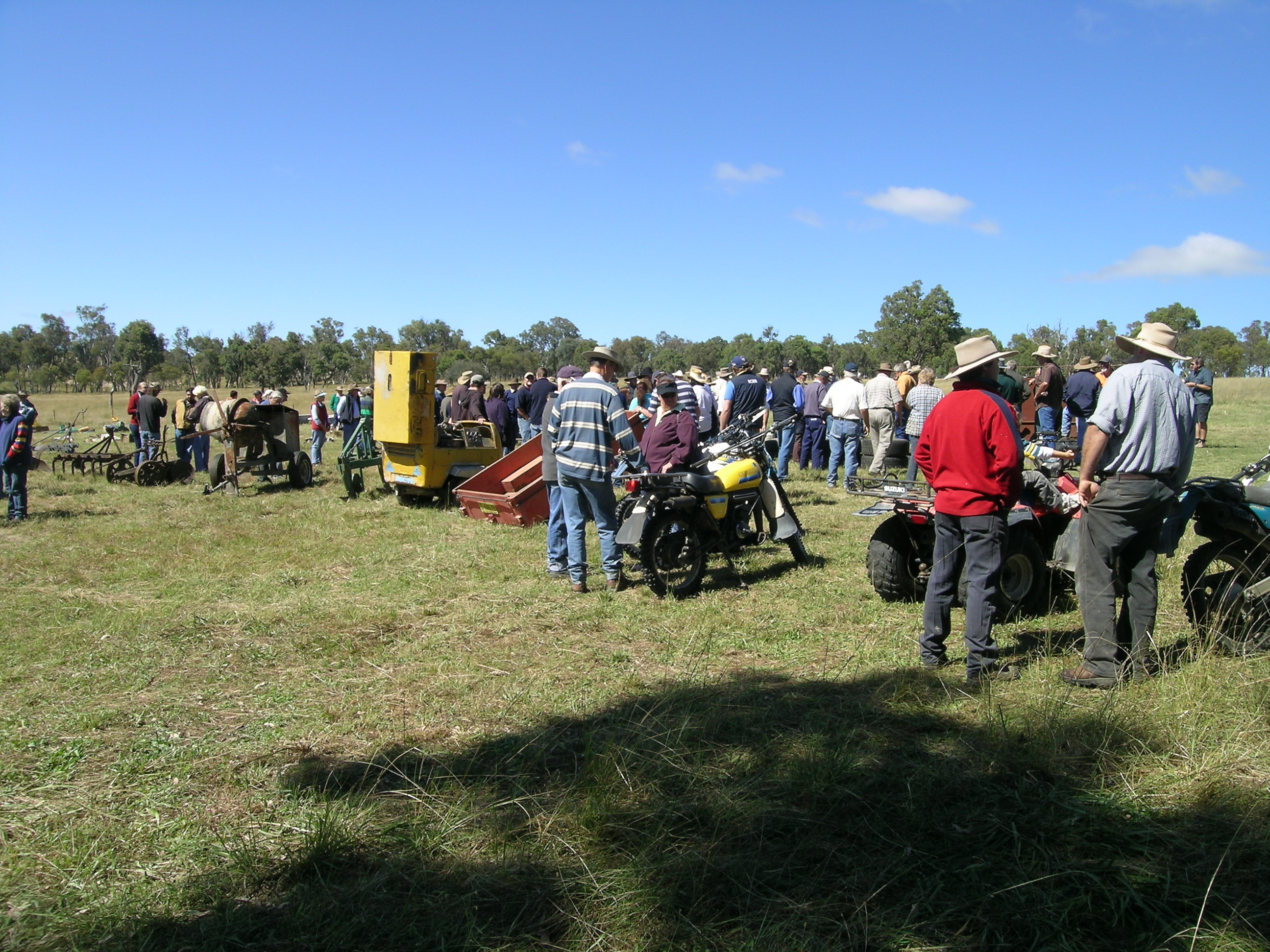
Farmářský výprodej, Woolbrook, NSW

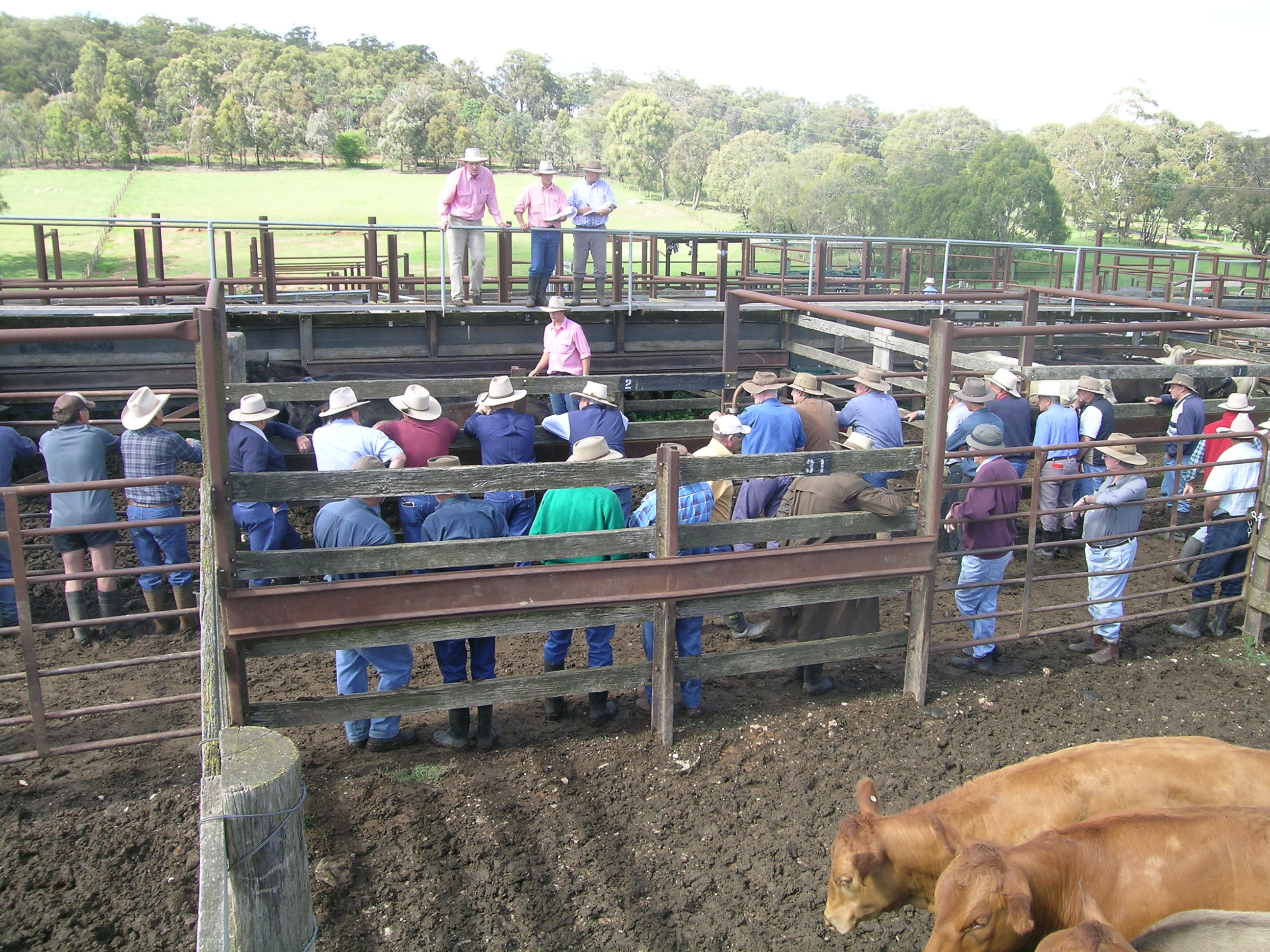
Aukce dobytka, Walcha, NSW

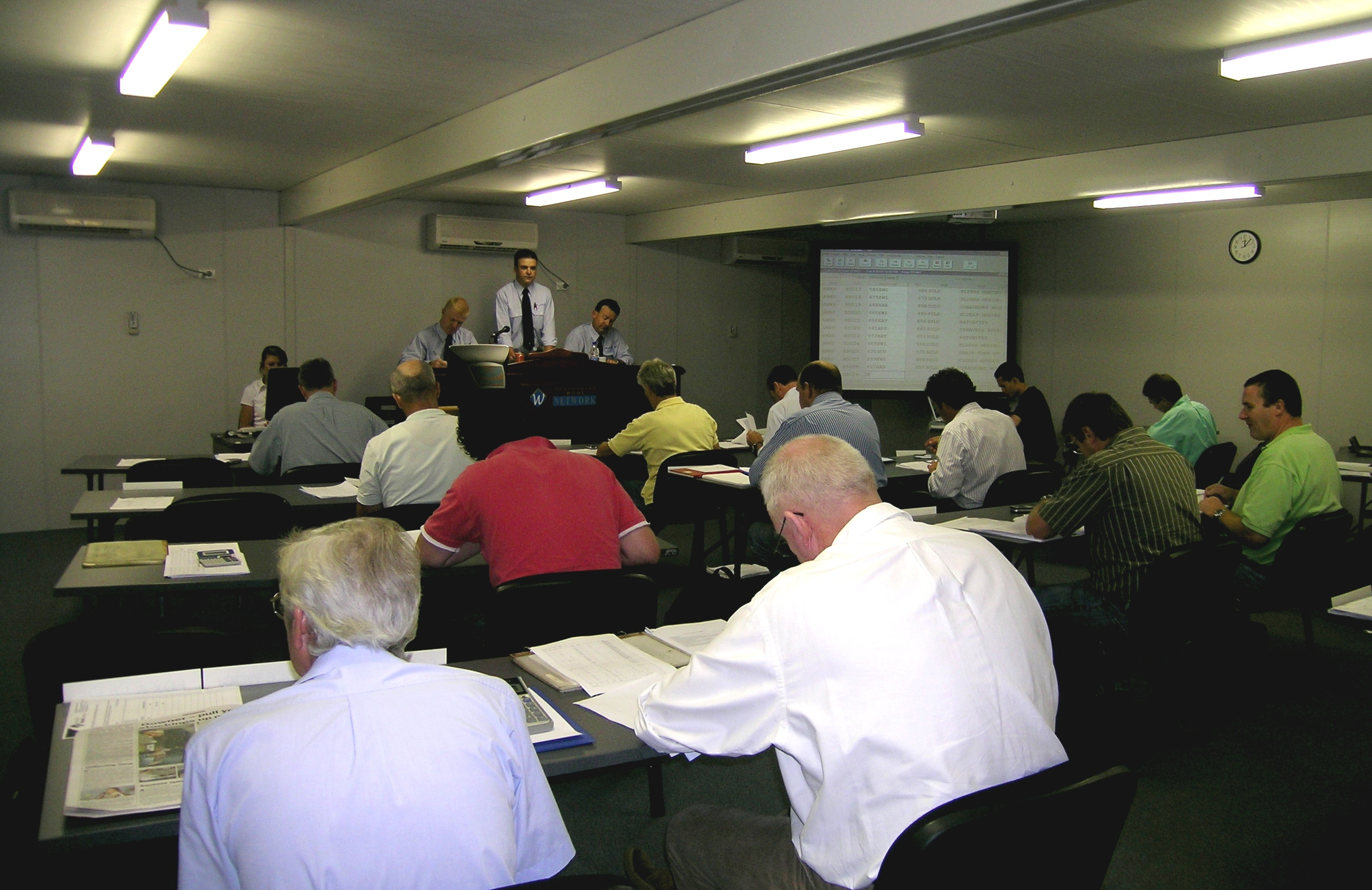
Místnost kupujících vlnu na aukci vlny, Newcastle, NSW

- obchod se starožitnostmi, který slouží k obchodování i pro společenské události a zábavu
- prodej sběratelských artiklů jako jsou známky, mince, stará auta, výtvarné umění a luxusní reality
- obchod s víny, kde vážení sběratelé mohou získat přístup ke vzácným lahvím a zralým výběrovým vínům, které obvykle nejsou k dostání přes prodejní kanály
- prodej všech typů nemovitostí včetně obytných a komerčních realit, statků, prázdninových chat a půdy.
- prodej spotřebního zboží všeho druhu ze druhé ruky, zvláště výprodeje hospodářství (jejich vybavení) a domů a online aukce.
- prodej průmyslové výrobní techniky, buď přebytečné a nebo z důvodu insolvence.
- velké rybí trhy, jako například trh v Cukidži
- aukce dobytka, kde jsou prodávány ovce, prasata, hovězí dobytek a další zvířata. Někdy je draženo velmi mnoho zvířat, viz například obvyklé prodeje 50 000 ovcí, nebo dokonce více, během jednoho dne v New South Wales.[19]
- aukce vlny, kde mezinárodní agenti nakupují velké množství vlny.[20]
- aukce plnokrevníků, kde jsou draženi jednoletí koně a další plnokrevníci.[21]
- v právním kontextu se objevují nucené aukce, pokud je něčí farma nebo dům prodán na aukci z nařízení soudu.
- cestovní lístky. Jedním z příkladů je SJ AB ve Švédsku, která draží zbývající lístky na Tradera (švédský eBay).

Aukce komodit jsou ekonomicky nejdůležitějším typem aukcí, ačkoli nejsou tak často veřejně viditelné. Dražitelé jsou často společnosti na korporátní úrovni. Příklady tohoto typu aukcí:
- prodej společností
- aukce spekter, ve kterých společnosti nakupují licence na užívání elektromagnetického spektra pro komunikaci (např. sítě mobilních operátorů)
- soukromé elektronické trhy používající techniky kombinatorické aukce za účelem kontinuálního prodeje komodit (uhlí, železné rudy, obilovin, vody…) předem schválené skupině kupujících (založené na cenových a necenových faktorech)
- aukce dřeva, ve kterých společnosti nakupují licence na těžbu dřeva na vládním území
- alokační aukce dřeva, ve kterých společnosti nakupují dřevo přímo od vládních lesnických společností, např. Forest Auctions
- aukce elektrického proudu, ve kterých jsou dávány nabídky na vytvoření kontraktu
- aukce životního prostředí, ve kterých společnosti dávají nabídky na nákup licence, aby se vyhnuli požadavkům na snížení svého vlivu na životní prostředí. Tento typ zahrnuje schémata obchodování s emisemi.
- dluhové aukce, ve kterých vláda prodává dluhové nástroje, jako jsou dluhopisy, investorům. Aukce je obvykle zapečetěná a jednotná cena placená investory je obvykle nejlepší nevítězná nabídka. V mnoha případech mohou investoři také dávat tzv. nesoutěžní nabídky, které naznačují zájem na nákupu dluhových nástrojů v konečné ceně, ať je jimi cokoli.
- aukce aut, ve kterých dealeři aut nakupují ojetá auta pro následný prodej veřejnosti.[22]

## Dražební strategie

### Snižování nabídky
Snižování nabídek znamená dávat nabídky, které jsou nižší než současná hodnota položky pro dražitele. Tato strategie přináší riziko možného prohrání aukce, ale na druhou stranu existuje možnost vyhrát za nízkou cenu. Snižování nabídky může být rovněž strategií pro zamezení Pyrrhova vítězství (Winner's curse).

### Vynucené přihazování
Praktika používaná při aukcích s luxusním uměním založená na zvyšování špatných nabídek v rozhodujících okamžicích během dražby, za účelem vyvolání dojmu vyšší poptávky. Pro vyvolání těchto neexistujících nabídek by měl vyvolávač zafixovat svůj pohled na jedno místo v dražební místnosti, které je pro diváky těžko zachytitelné.
Ve Spojeném království je tato praktika legální na Property Auctions do výše rezervované ceny (nikoli včetně) a je také známá jako dražení „Off The Wall“ („ze zdi“).

### Tajná dohoda
Kdykoli dražitelé na aukci znají identitu ostatních dražitelů, existuje riziko, že utvoří „kroužek“ a tím zmanipulují výsledek aukce. V praxi je toto chování známo jako tajná dohoda. Soutěž se stává slabší, pokud členové „kroužku“ přihazují nabídky pouze proti nečlenům a nikdy proti členům vlastního „kroužku“. Takto může být nakonec dramaticky ovlivněna konečná výše ceny. Po skončení oficiální dražby se mezi členy „kroužku“ koná neoficiální aukce. Rozdíl v ceně mezi těmito dvěma aukcemi se pak rozdělí mezi členy.
Na druhou stranu, vlastník dražené položky může zlepšit soutěž tím, že sám dává nabídky (ale přestává dražit těsně před konečnou nabídkou). V Británii a mnoha dalších zemí jsou „kroužky“ a přihazování na vlastní položku ilegální.
V Anglické aukci je fingovaný příhoz nabídka, která je provedená fingovaným dražitelem, který jedná v souladu s tajnou dohodou uzavřenou s vyvolávačem nebo prodejcem. Účelem fingovaného příhozu je přimět skutečné dražitele, aby platili více. Při aukcích, kdy vyhrává nejvyšší nabídka, je fingovaný příhoz nízká nabídka, která se nemá stát vítěznou nabídkou. (Dražitel nechce vyhrát aukci, ale chce si zajistit pozvání na další aukci).
V Austrálii je fingovaný příhoz (shill, schill) trestným činem, prodejce nebo spoluvlastník však mohou dát nabídku pod rezervovanou cenou. Taková nabídka je ale povolena pouze, pokud je tak výslovně stanoveno vyvolávačem.
Ve Švédsku a mnoha dalších zemích existují právní omezení, ale reputaci aukční síně by velmi poškodilo, pokud by byly vědomě povoleny jakékoli jiné nabídky než ty správné.

### Navržená otevírací nabídka
Vždycky existuje určitý hrubý odhad, kolik by mohla dražená položka vynést. V otevřené aukci se vzestupnou cenou je považováno za důležité, aby bylo alespoň 50% zvýšení nabídek od začátku do konce dražení. Aby toho dosáhl, musí vyvolávač začít dražbu ohlášením navržené otevírací nabídky, která je dostatečně nízká, aby byla okamžitě přijata jedním z dražitelů. Okamžitě po stanovení otevírací nabídky se objeví mnoho dalších vyšších nabídek. Zkušení vyvolávači často vybírají navrženou otevírací nabídku, která se pohybuje okolo 45% z nejnižšího odhadu. Takže existuje i jistá bezpečnostní hranice, která zajišťuje, že se skutečně bude konat živá aukce s mnoha nabídkami. Mnoho pozorování naznačuje, že čím je navržená otevírací nabídka nižší, tím vyšší je konečná vítězná nabídka. To spočívá ve zvyšujícím se počtu dražitelů, kteří jsou zaujati nízkou navrženou otevírací nabídkou. Pokud spolu o vítěznou nabídku soupeří 50 dražitelů, vítězná nabídka bude přibližně dvakrát tak vysoká, než když spolu soupeří pouze dva dražitelé. V případě Anglické aukce se často účastní více než 50 dražitelů.
Chí kvadrát rozdělení ukazuje mnoho nízkých nabídek, ale i pár vysokých nabídek. Nabídky „se objevují spolu“, bez mnoha nízkých nabídek by nebylo žádné vysoké nabídky.
Existuje ještě jiný způsob výběru navržené otevírací nabídky: Vyvolávač může dosáhnout dobrého úspěchu při poptávání očekávané konečné prodejní ceny za draženou položku. Tato metoda naznačuje kupujícímu částku přesné ceny dražené položky. Například řekněme, že vyvolávač chce prodat auto za 200 000 Kč ve výprodeji. Místo toho, aby si řekl o 20 000 Kč a doufal, že vyvolá velký zájem (kdo by nechtěl auto o hodnotě 200 000 Kč za 20 000 Kč?), vyvolávač stejně navrhne počáteční nabídku 200 000 Kč; ačkoli první dražitel nakonec začne nabízet od pouhých 20 000 Kč, konečná nabídka spíše dosáhne 200 000 Kč.

## Pojmy v souvislosti s aukcemi
- BIN (též cena „kup teď“) – dostane-li se nejvyšší nabídka nad tuto cenu, aukce automaticky končí
- dražebník - osoba, která organizuje dražbu a má k tomu příslušné oprávnění[24]
- licitátor - fyzická osoba oprávněná činit jménem a na účet dražebníka úkony při dražbě,[24]
- minimální příhoz – částka, o kterou minimálně musí být nová cenová nabídka vyšší než dosavadní nejvyšší nabídka
- náklady dražby - odměna dražebníka a náklady účelně vynaložené dražebníkem na materiální a organizační zabezpečení přípravy a průběhu dražby[24]
- nejvyšší nabídka – doposud nejvyšší peněžní částka, kterou je některý z účastníků aukce ochoten za dražený předmět dát
- podání - nabídka účastníka dražby učiněná v průběhu dražby ve výši alespoň stanoveného nejnižšího podání. Další podání musí převyšovat podání již učiněné nejméně o stanovený minimální příhoz.[24]
- příhoz – rozdíl mezi novou nabídkou ceny a dosavadní nejvyšší nabídkou
- příklep - právní skutečnost, na základě které přechází vlastnictví z jedné osoby na osobu druhou. Více viz Příklep (právo)
- rezervovaná cena – dostane-li se na nebo překročí-li nejvyšší nabídka tuto cenu, bude předmět prodán; v opačném případě si majitel dražené věci rezervuje (odtud název) právo předmět nevydražit
- vydražitel - účastník dražby, jemuž byl udělen příklep,[24]
- vyvolávací cena – výchozí cena draženého předmětu
- zmaření dražby - neuhrazení ceny vydražitelem ve stanovené lhůtě.[24]